# Partenariat pour la langue cornique
 (mai 2025).
Si vous disposez d'ouvrages ou d'articles de référence ou si vous connaissez des sites web de qualité traitant du thème abordé ici, merci de compléter l'article en donnant les références utiles à sa vérifiabilité et en les liant à la section « Notes et références ».
Le Partenariat pour la langue cornique (en anglais, Cornish Language Partnership et en cornique, Keskowethyans an Taves Kernewek, [kɛskɔˈwɛθjans an ˈtavɛs kɛrˈnɛwɛk], [kɛskɔˈwɛθjɐnz ɐn ˈtævɐzs kərˈnuːɐk]) est l'organe représentatif mis en place en 2005 pour promouvoir et développer l'utilisation de la langue cornique en Cornouailles.
Le Partenariat pour la langue cornique fait partie du conseil de Cornouailles (en).

## Présentation
C'est un partenariat public et volontaire qui comprend des représentants des associations de promotion du cornique, des organisations culturelles et économiques cornouaillaises et les autorités locales de Cornouailles. Il est financé par le conseil de Cornouailles, par le ministère des communautés et autorités locales (Department for Communities and Local Government) du gouvernement du Royaume-Uni et par l'Union européenne dans le cadre de la politique régionale.
Le Partenariat est l'autorité de régulation de la forme écrite standard du cornique (en), une orthographe qui a été publiée en 2008 avec pour objectif d'unifier les précédentes diverses orthographes, pour l'utilisation sur les panneaux routiers, dans les documents officiels et les examens scolaires.

## Histoire
L'organe représentatif est mis en place en 2005.
L'organe est dissout en 2015.

### Sources
- (en) Cet article est partiellement ou en totalité issu de l’article de Wikipédia en anglais intitulé « Cornish Language Partnership » (voir la liste des auteurs).